# 维拉法莱托
维拉法莱托（義大利語：Villafalletto），是意大利库内奥省的一个市镇。总面积29平方公里，人口2895人，人口密度99.8人/平方公里（2009年）。ISTAT代码为004244。

## 友好城市
- 義大利托雷马焦雷 2009年